# Korelace
Korelace (z lat. souvztažnost) znamená vzájemný vztah mezi dvěma náhodnými procesy nebo náhodnými veličinami. Pokud se jedna z náhodných veličin mění, mění se i druhá a naopak. Pokud se mezi dvěma náhodnými procesy identifikuje korelace, je pravděpodobné, že na sobě závisejí. Z korelovanosti náhodných procesů nebo náhodných veličin však nelze usuzovat na příčinný vztah. Tedy jeden z nich nemusí být příčinou a druhý následkem. Toto samotná korelace nedovoluje rozhodnout, jelikož korelace neimplikuje kauzalitu a ani směr kauzality.
Ve statistice se pojem korelace užívá pro vyjádření lineárního vztahu mezi náhodnými veličinami X a Y. Sílu korelace pak vyjadřuje korelační koeficient, který nabývá hodnoty −1 až +1.

## Korelace ve statistice

Na obrázku je několik příkladů grafického zobrazení dat a koeficienty jejich korelace s funkcí y = x

Vztah mezi znaky či náhodnými veličinami X a Y může být kladný, pokud (přibližně) platí Y = kX, nebo záporný (Y = -kX). Hodnota korelačního koeficientu −1 značí zcela nepřímou závislost (antikorelaci), tedy čím více se zvětší hodnoty v první skupině znaků, tím více se zmenší hodnoty v druhé skupině znaků, např. vztah mezi uplynulým a zbývajícím časem. Hodnota korelačního koeficientu +1 značí zcela přímou závislost, např. vztah mezi rychlostí bicyklu a frekvencí otáček kola bicyklu. Pokud je korelační koeficient roven 0 (nekorelovanost), pak mezi znaky není žádná statisticky zjistitelná lineární závislost. Je dobré si uvědomit, že i při nulovém korelačním koeficientu na sobě veličiny mohou záviset, pouze tento vztah nelze vyjádřit lineární funkcí (např.{\displaystyle Y=X^{2}} ), a to ani přibližně.

### Pearsonův korelační koeficient
Pearsonův korelační koeficient je definován, pokud jsou druhé mocniny náhodných veličin X a Y {\displaystyle E(X^{2}),E(Y^{2})} konečné a jejich rozptyly nenulové. Vypočte se normováním kovariance tak, že ji podělíme směrodatnými odchylkami obou proměnných na bezrozměrné číslo nabývající hodnoty -1 až 1:
{\displaystyle \rho _{X,Y}={\mathrm {cov} (X,Y) \over \sigma _{X}\sigma _{Y}}={E((X-\mu _{X})(Y-\mu _{Y})) \over \sigma _{X}\sigma _{Y}}}
Jelikož {\displaystyle \mu _{X}=E(X)}, {\displaystyle \sigma _{X}^{2}=E(X^{2})-E^{2}(X)} a obdobně pro Y, lze výše uvedený vzorec upravit do přehlednějšího výpočetního tvaru:
{\displaystyle \rho _{X,Y}={\frac {E(XY)-E(X)E(Y)}{{\sqrt {E(X^{2})-E^{2}(X)}}~{\sqrt {E(Y^{2})-E^{2}(Y)}}}}}
Korelační koeficient nabývá hodnot z intervalu {\displaystyle \langle -1,1\rangle }. Při nezávislosti náhodných veličin {\displaystyle X} a {\displaystyle Y} je korelační koeficient roven 0. Nulový korelační koeficient však neznamená, že jsou náhodné veličiny {\displaystyle X} a {\displaystyle Y} nezávislé. Nulový korelační koeficient má například dvojice náhodných veličin {\displaystyle X} a {\displaystyle Y=X^{2}}.
Tuto míru asociace jako první odvodil anglický psycholog a antropolog sir Francis Galton.
Existují nicméně i jiné koeficienty asociace, například Spearmanovo rhó či Kendallovo tau pro ordinální (pořadová) data.

## Korelace v teorii signálů
Zkrácený výraz pro korelační funkci.
Pro spojité signály {\displaystyle f(t)} a {\displaystyle g(t)}:
{\displaystyle (f\star g)(t)\ {\stackrel {\mathrm {def} }{=}}\int _{-\infty }^{\infty }f^{*}(\tau )\cdot g(t+\tau )\,{\rm {d}}\tau }
Pro diskrétní signály {\displaystyle f_{k}} a {\displaystyle g_{k}}:
{\displaystyle (f\star g)_{k}\ {\stackrel {\mathrm {def} }{=}}\sum _{i=-\infty }^{\infty }f_{i}^{*}\ g_{k+i}}
U komplexních signálů {\displaystyle f^{*}} představuje komplexně sdružené číslo k {\displaystyle f}.
Velmi se podobá konvoluci. Rozdíl je hlavně v časovém překlopení druhé funkce {\displaystyle g}.
Autokorelací se rozumí korelace {\displaystyle (f\star f)}. Lze tak určit tzv. soběpodobnost signálu, tedy zda se např. signál v určitých periodách opakuje.